# Festuca gonzalez-ledesmae
Festuca gonzalez-ledesmae är en gräsart som beskrevs av S.J. Darbyshire. Festuca gonzalez-ledesmae ingår i släktet svinglar, och familjen gräs. Inga underarter finns listade i Catalogue of Life.